# Леон де Араноа, Фернандо
Ферна́ндо Лео́н де Арано́а (исп. Fernando León de Aranoa, род. 26 мая 1968, Мадрид) — испанский режиссёр и сценарист. Окончил факультет аудиовизуальных наук в мадридском Университете Комплутенсе. Обладатель более 40 высших международных кинонаград.

## Карьера
Начал свою карьеру на телевидении: сценаристом для сериалов, передач и юмористов.
В 1994 г. участвовал в режиссуре документального фильма Izbieglize, в 1997 г. написал сценарий документального фильма La espalda del mundo.
Первый поставленный Леоном де Араноа игровой фильм — короткометражка «Сирены» (Sirenas, 1994), получившая премии на различных испанских фестивалях.
Первым полнометражным фильмом стала «Семья» (Familia, 1996), в котором Леон де Араноа был и сценаристом, и режиссёром. За этот фильм он получил престижную кинопремию «Гойя» как режиссёр-дебютант, а также премии ФИПРЕССИ (Международной организации кинопрессы) и Международного кинофестиваля в Вальядолиде. Впоследствии сценарий был переработан для театра и спектакль идёт на театральных сценах разных стран.
В 1998 г. Леон де Араноа написал сценарий и поставил фильм «Квартал», повествующий о жизни трёх мальчиков-подростков из маргинального района. За эту работу он получил премии «Гойя» за лучшую режиссуру и лучший оригинальный сценарий, премию «Серебряная раковина» Международного кинофестиваля в Сан-Себастьяне за лучшую режиссуру, премию ФИПРЕССИ и премию испанского журнала о кино «исп. Fotogramas» за лучший фильм года и другие престижные премии.
В 2002 г. снял фильм «Понедельники на солнце» с Хавьером Бардемом в главной роли. Фильм ждал большой успех: он получил пять премий «Гойя» (включая «Лучший фильм» и «Лучшая режиссура») и главный приз на Международном кинофестивале в Сан-Себастьяне за лучший фильм. Испанская киноакадемия выдвинула фильм на «Оскар» в категории «Лучший фильм на иностранном языке», но он не вошёл в число номинантов.
В своём четвёртом фильме «Принцессы» (Princesas, 2005) Леон де Араноа выступил не только как режиссёр и сценарист, но и как продюсер, работая в собственной студии Reposado. Фильм посмотрело более миллиона зрителей, он получил три премии «Гойя» — за две главные женские роли и за лучшую оригинальную песню в исполнении Ману Чао, а также премию Ondas от «Радио Барселоны». Этот фильм участвовал в официальной программе кинофестиваля «Сандэнс».
В Мексике режиссёр снял документальный фильм исп. Caminantes (2001), получивший премии на фестивалях в Гаване, Лос-Анджелесе, Нью-Йорке и Алькала-де-Энарес. В 2007 г. Леон де Араноа принял участие в создании документального фильма «Невидимые» (исп. Invisibles; он снял главу исп. Buenas noches, Ouma) над которым также работали режиссёры Мариано Барросо, Изабель Койшет, Вим Вендерс и Хавьер Коркера (отмечен премией «Гойя» как лучший документальный фильм).
В 2010 г. вышел его фильм «Амадор», вызвавший восторженные отклики критики.
Работа Леона де Араноа над сценариями не ограничивается собственными фильмами, он выступает автором сценариев к фильмам «Безумное сердце» (Corazón loco, режиссёр Антонио дель Реаль, 1997), «Бессонница» (Insomnio, режиссёр Чус Гутьерес, 1998), Fausto 5.0 (режиссёры Алекс Олье, Исидро Ортис, Карлос Падрисса, 2001) и других.
Леон де Араноа также пишет рассказы и короткую прозу, два раза получал за них премию имени Антонио Мачадо.
Режиссёр также работал иллюстратором. В 2011 году дал мастер-класс кинематографа в Москве, в рамках фестиваля Cinespaña.

## Признание
- Премии «Гойя» — 1997 г.: за лучшую режиссуру-дебют (фильм «Семья»);
- 1999 г.: лучший режиссёр, лучший оригинальный сценарий («Район»);
- 2003 г.: лучший режиссёр («Понедельники на солнце»);
- 2007 г.: лучший документальный фильм («Невидимые»).
- «Золотая раковина» Международного кинофестиваля в Сан-Себастьяне в 2002 году за фильм «Понедельники на солнце».
- Премия Международного кинофестиваля в Вальядолиде 1997 года за фильм «Семья».
- Премия Ondas от «Радио Барселона» 2002 года за фильм «Понедельники на солнце».